# 小魔女帕妃
《小魔女帕妃》（リトル・ウィッチ パルフェ）是日本工畫堂所製作的經營遊戲，中文版由大宇資訊代理。
Windows版全名「小魔女帕妃 〜黑貓招牌的魔法店〜。2012年，發售PSP的重製版，正式名稱為「小魔女帕妃 〜黑貓魔法店物語〜。

## 概要
為經營魔法店的經營遊戲，同時也有戀愛遊戲要素。
本作的主角為女性，男性角色很少，以女性角色為主要「攻略」對象。
因此，與畫面給與的輕鬆印象相反，根據選擇不同，有可能發展成一個百合傾向強烈的故事。

## 故事
居住在花與水之国「費洛愛爾摩斯」的少女—帕妃‧修克雷爾，從因熱死病死亡的母親繼承了充滿家族回憶的黒貓魔法店。
不過，店鋪有100萬欠債，如不能償還貸款店鋪就會被作抵押而沒收。因此帕妃為還款而從學校休學一年，主力經營店鋪。

## 登場人物
以下聲優是PC版／PSP版
帕妃‧修克雷爾（Parfait Sucreal，聲：古山貴實子／日高里菜）
主角。14歲的見習魔法師。在1歲時，為宮廷魔導師的父親過世，與為魔法使的母相依為命，然而母親因原因不明的奇病・熱死病而過世。母親經營的黒貓猫魔法店有著金額不少的負債，為了守護充足回憶的店鋪而從魔法學院休學，決心要還清債務。
黑皮（Sakemasu，聲：三田ゆう子／杉田智和）
為帕妃魔僕的黒貓，公。能理解人類語言，也懂得以人語對話。其毛帶有魔力，能作為商品的材料。
仙蒂‧修克雷爾（Shanti Sucreal，聲：三田ゆう子）
帕妃母親。因原因不明的奇病・熱死病過世。
芙蘿蕾‧米爾菲亞（Flore Milfia，聲：三五美奈子／佐藤聰美）
魔法學院的同級生，是帕妃最好的朋友。14歲。會與植物對話的不思議少女。身體虛弱，經常要在床上休息，帕妃經常會到其家探望。
蕾妮特‧科爾雪（Reinette Kirsche，聲：水樹奈奈／竹達彩奈）
魔法學院的同級生。14歳。競爭的店鋪・微笑魔法店的長女。父親是宮廷魔導師。
可可特‧科爾雪（Cocotte Kirsche，聲：水橋香織／長谷川靜香）
蕾妮特的妹妹。12歲。微笑魔法店的招牌店員。有與與姐姐不同的正直性格，對帕妃有著「姐姐朋友」以上的感情。
斐爾‧路特（Fehr Recete，聲：石田彰／岸尾だいすけ）
流浪的吟遊詩人。見多識廣，對各國的情報很清楚。與菲利王子有著如雙子般的外貌。為本作中不可攻略的角色。
菲利‧斯弗洛‧艾尼西斯（Firith Flor Anesis，聲：石田彰／岸尾だいすけ）
帕妃等人所居住的費洛愛爾摩斯王國的王子。16歲。喜愛詩歌。

## 系統
玩家的目的是於1年内賺取100萬元以償還債務。
- 1年有12個月，1個月有四個星期，一星期六日（光→火→水→風→ 土→闇排序）合共24日構成。
- 1日中有24小時。帕妃毎早8時起床，早餐後於9時準備開店，10時為開店時間。閉店為19時，其後於22時就寢。另外，於22時時正在製作商品・收集材料可繼續行動於上午6時強制的就寢。

### 經營魔法店
在經營魔法店，主要是進行以下的基本行動：
- 入手原材料
- 製作商品
- 開發新商品
- 展示商品
- 接受訂單

評價因光顧的顧客寫而產生變化。另外，商品的販賣是有流行時期；隨著季節的變化，對店內的「おすすめ」和「とくばい」陳列桌上的商品也要作出相應的管理。如經常缺貨或者不能完成訂單，會導致評價下跌，客量也會減少。

### 關於移動
移動範圍主要是城鎮和郊外，可選擇地圖上項目作出移動。移動所消費的時間以小時為單位，超過21時為「ねむい（想睡）」狀態，到上午5時會強制回店。在「ねむい（想睡）」和「疲れた（疲倦）」時製作商品對成功率有一定影響。
另外，在城鎮的地點可進行買賣。
城鎮
黒貓魔法店
帕妃的店兼自宅。
微笑魔法店
蕾妮特的店。於15時至18時開店（2月與8月是13時開店）。
芙蘿蕾的家
帕妃的好友・芙蘿蕾和其母的家。能得到芙蘿蕾的花（商品的材料）。
魔法學院
帕妃是這兒的學生，現時休學中。能使用圖書館，自習可增加經驗値，與開發新商品。
特利亞儂儂
人氣蛋糕店。
中央噴水廣場
可通向城堡。在早上・下午有市場開放，有販賣少有的材料。
活動廣場
6月6日會舉行魔法大會・於8月12日是選美大會會場。
大公園
フェールが演奏をしていたり、ココットが芝居をしていることがあ
郊外
大樹丘
城鎮的北東。
達利姆森林
森林之泉
城鎮的北西。
克拉貝爾瀑布
在森林中。夜晚會有珍貴的花開花。
溫泉
在森林中深處。
澄靜湖
沙灘
伊斯特山
火山口
洞窟
大魔導士的家

### 事件
事件會隨著遊戲的進展而發生。在移動時遇上其他人物也有可能發生事件。

## 製作成員
- 監督：松浦幸治
- 企畫・原案・劇本：貝阿弥範明
- 人物設定：岸上大策
- 音樂：馬場信繁
- 程式：さくら、中野裕玄

## 主題歌
「Little witch's heart」（小魔女的心）
作詞：貝阿弥範明
作曲・編曲：馬場信繁
主唱：古山貴實子

## PSP遊戲

### 製作成員
- 人物設定：藤原々々
- 劇本：竹内なおゆき、西川真音
- OP･ED曲：Elements Garden
- 企畫･制作：工画堂スタジオ
- 販賣：サイバーフロント

### 新增人物
施瓦茨・瓦爾德（Walder，聲：秋元羊介）

### 主題歌
OP「HEARTFUL WISH」
作詞：ayachi
作編曲：藤間仁（Elements Garden）
主唱：新田惠海
All other instruments & programming：藤間仁
ED「リトルアルカディア」
作詞：ayachi
作編曲：藤間仁（Elements Garden）
主唱：桜川めぐ

## 外部連結
- リトル・ウィッチ パルフェ （页面存档备份，存于）（工畫堂官方網頁）（日語）
- PSP「リトルウィッチ パルフェ 黒猫魔法店物語」 （页面存档备份，存于）（サイバーフロント官方網頁）（日語）